# Luciana Fuster
Luciana Fuster (sinh ngày 14 tháng 1 năm 1999) là hoa hậu, người mẫu Peru đã đăng quang Hoa hậu Hòa bình Quốc tế 2023. Cô là thí sinh đến từ Peru mang về chiến thắng lần hai cho đất nước của mình và cũng là quốc gia đầu tiên có hai chiếc vương miện trong cuộc thi sắc đẹp này. Đây là chiến thắng lặp lại đầu tiên của một quốc gia trong lịch sử của cuộc thi Hoa hậu Hòa bình Quốc tế, theo đó Peru đã chiến thắng vào năm 2017 cũng diễn ra tại Việt Nam.

## Thời thơ ấu và giáo dục
Cô sinh ra ở Callao, vào ngày 14 tháng 1 năm 1999, trong một gia đình trung lưu. Cô học tiểu học và trung học tại Trường Lyceum Hải quân Almirante Guise, nằm ở quận San Borja . Từ khi còn là một thiếu niên, cô đã cống hiến hết mình để trở thành một vận động viên bóng chuyền và bóng rổ trong các giải vô địch địa phương trong hạng mục của mình, với sự tham gia nhỏ trên sân.